# Editura MIRADOR
Editura MIRADOR este o editură din România, având sediul în Arad, înființată în 1990, de poetul arădean Ioan Matiuț.

## Prezentare
Editura MIRADOR a fost înființată în luna august a anului 1990, de poetul arădean Ioan Matiuț, astăzi membru al Uniunii Scriitorilor din România și al P.E.N. Club România, fiind prima editură arădeană postdecembristă. La ora actuală, Editura MIRADOR este un nume de prestigiu, impunându-se de-a lungul timpului prin seriozitatea și consecvența cu care a ales să publice titluri respectabile, atrăgând astfel nume importante ale literaturii actuale. Editura MIRADOR inaugurează și o secțiune de carte comercială, destinată titlurilor cu impact imediat la public, dar care respectă un anumit standard valoric din punct de vedere literar. Editura MIRADOR este deschisă scriitorilor contemporani de literatură pentru toate gusturile. 

## Secțiuni și colecții
Dintre colecțiile Editurii MIRADOR fac parte: Insomnii și Poeții urbei, iar printre secțiunile Editurii MIRADOR găsim secțiunea:
- Avangarda - cu subsecțiunile Poezie, Roman și Proză scurtă[1]
- Comercial - cu subsecțiunile Proză scurtă, Monografie, Biografii și Eseuri[1]